# Roberto Ferreiro
Roberto Ferreiro (25 d'abril de 1935 - 20 d'abril de 2017) fou un futbolista argentí.

## Selecció de l'Argentina
Va formar part de l'equip argentí a la Copa del Món de 1966.

## Trajectòria com entrenador
| Club                | Anys      |
| ------------------- | --------- |
| Independiente       | 1973-1975 |
| Belgrano de Córdoba | 1975-1976 |
| Atlanta             | 1976      |
| Unión de Santa Fe   | 1977      |
| Deportivo Armenio   | 1978      |
| Quilmes AC          | 1979      |
| Atlético Tucumán    | 1980      |
| Nueva Chicago       | 1981-1982 |
| Deportivo Morón     | 1983-1984 |
| Independiente       | 1985      |
| Lanús               | 1986      |
| Villa Dálmine       | 1987-1989 |
| Nueva Chicago       | 1989-1990 |
| Deportivo Armenio   | 1991      |
| Sarmiento de Junín  | 1992      |
| Sportivo Italiano   | 1992-1993 |
| Deportivo Laferrere | 1993-1994 |
| Chacarita Juniors   | 1994-1995 |
| Deportivo Morón     | 1995-1996 |
| Arsenal de Sarandí  | 1997-1998 |